# 約定的夢幻島角色列表
本列表列出日本漫畫《約定的夢幻島》的登場角色。
- 本作的簡體版漫畫由集英社授權、杭州翻翻文化傳媒有限公司翻譯和代理發行，故部分譯名與繁體版並不一致。

## 主要人物
艾瑪（Emma，聲：諸星堇（日本）；廖欣怡（第一季）→梁倩蘅（第二季）（香港）；穆宣名（台灣））
2034年8月22日出生，女，11歲，血型O型，身高145cm，脖子上的編號為63194，考試分數為300分級別。
孤兒院最年長鐵三角之一，蓄著一頭橘色頭髮的活潑女孩，秉性樂觀而天真。喜歡媽媽和孤兒院的一切，將孤兒院的所有人視為自己的家人。擁有力壓諾曼的體能與卓越的反射神經。
原本打算帶所有人逃離農場，但受到吉爾妲質疑，加上菲爾的保證而改變想法，改先帶5歲以上參與行動的孩子逃離。與雷、唐、吉爾妲等率領五歲以上的孤兒，成功逃出農場。作為誤導媽媽的誘餌，她在逃難前把自己的左耳割掉。
於A-08-63遭到捕獲，被帶到「金色池塘」秘密狩獵場，並加入食用兒反叛行動。在反叛行動中，艾瑪被鬼貴族列烏維斯刺穿肚子昏迷，但靠著意志力站了起來，並以特殊型的閃光彈再次奪走列烏維斯的視力。後來鬼貴族被殺死後，艾瑪因傷重昏迷。大叔在黃金池塘一役後，一改想要害死艾瑪的態度，在她重傷昏迷時，主動背著艾瑪逃命。艾瑪昏迷一個月才甦醒，她向孩子們宣布接下來的目標是去七面牆壁見鬼王，訂立新的約定，打造孩子不被鬼吞吃的世界。
後來與諾曼重逢。結論因與諾曼理念有衝突，協調後決定和雷踏上尋找七面牆壁締結新約的道路。於七面牆壁見到了歷史的幻象，並看見了與龍為伍的一名鬼少年，向其提出兩個要求：一是希望所有農場的食用兒能前往人類世界。二是讓人類和鬼界之間不能通行。在簽訂契約後前往王都阻止諾曼，與其一同回到GF營救其他食用兒童，最後在GF的地下找到了通往人類世界的「門」，前往人類世界後，因實現「約定」所需付出的「獎勵」，也就是所謂的代價，使得記憶全部消失，並與家人分離，在漫畫的最後與家人重逢。(動畫版第二季結局未失去記憶。)
人氣投票結果中以5581票獲得第1名。
諾曼（Norman，聲：内田真禮（日本）；黃鳳兒（香港）；張乃文（台灣））
2034年3月21日出生，男，11歲，血型B型，身高145cm，脖子上的編號為22194，考試分數為300分級別。
孤兒院最年長鐵三角之一。性格穩重溫柔，喜歡艾瑪，並相當崇拜艾瑪無私而天真的個性。頭腦靈活，雖然體能不如艾瑪和雷，卻總能以謀略彌補其不足。是所有人中最為天才的。
在艾瑪率眾逃走以前遭到「出貨」，看似成了主角群中的唯一犧牲者。但依據74話劇情，諾曼被出貨後，並未遭到宰殺。而是被拉托里家族第36代當家「皮塔·拉托里」領養，被邀請參與皮塔的研究，被送到「Λ7214 」食用兒研究機構，左胸多了「Λ7214 」的烙印（因諾曼是面對鏡子，故看起來左右相反）。2046年1月29日，諾曼仍在該機構生活，並在該研究機構遇到日後將被送往黃金池塘的亞當。
在「出貨」前已經告知艾瑪「筆」的存在與最終逃亡計畫，讓艾瑪與其他孩子能順利逃脫。為了活著離開機構，諾曼日日接受實驗人員的擺佈，並在日常生活中對機構進行觀察，觀察機構的監控系統，並利用日常之便對機構的機能進行測試（例如故意將叉子掉到地上，以此測試機構機器的反應）。
進入「Λ7214」研究所後，諾曼日日接受各種智能實驗，而其智能之高，連機構的測驗都無法測出來。後來與艾瑪等人重逢，並透露自己被送入「Λ7214 」研究所後，在詹姆斯·拉托里的協助者幫助下消滅了研究所，繼承密涅瓦和詹姆斯的名字及身份建立村落安置食用兒童，並告訴艾瑪等人鬼食用人類的原因和鬼的秘密。
與鬼的舊貴族簽訂合約，實際上目的為促成鬼之間內鬥。與艾瑪討論之後的計畫時，其主張為只有將鬼完全滅絕，食用兒童才得以安定，但此與艾瑪理念不同。協調後仍表示計畫照常，並訂期限給艾瑪。諾曼在地下空間和Λ7214成員私下捕獲鬼並用以研究，也決定獨自背負起一切。
在王都進行祭儀時與部下進行大規模攻擊，在艾瑪與雷趕到時鬼貴族與女王(實則未死)已經全滅，在艾瑪與雷的勸說跟挽留下成功讓諾曼回心轉意，決定走不消滅鬼的道路。
最後與艾瑪一行人回到GF農場作戰，並從「門」前往人類世界，卻發現艾瑪沒有與大家一起過來。
到達人類世界後就開始著手尋找艾瑪的事情，甚至為了不動用拉托里家的資源而自開公司。漫畫最後與大家和失去記憶的艾瑪重逢。
人氣投票結果中以4763票獲得第2名。
雷（Ray，聲：伊瀬茉莉也（日本）；翁兆德（香港）；陳貞伃（台灣））
2034年1月15日出生（並非真實生日日期，真正的日期目前不明）男，11歲，血型AB型，身高150cm，脖子上的編號為81194，考試分數為300分級別。
孤兒院最年長鐵三角之一，個性理性且固執，下了決定就不輕易改變意志。雷表面上冷靜沉穩，但心裡其實十分重視艾瑪和諾曼。他自幼飽覽詩書，有著諾曼和艾瑪望塵莫及的的知識量。
實際上是媽媽在飼育兒內的細作，藉由情報與媽媽交易取得自己想要的物品。被諾曼拆穿後同意成為雙面間諜。雷擁有胎內到嬰兒時期的記憶，也因此從小就知道自己是「食用家畜」的實情，是揭露孤兒院背後真相的關鍵人物。隨著劇情發展，雷承認艾瑪在第一話，為了將布偶交給被領養（出貨）的柯妮而來到門邊，進而發現真相，這一切其實都是雷精心的設計和安排。
雷的人生觀原本偏向消極，他總認為逃難時不可能把所有人救出去，頂多少數幾個優秀的孩子能逃走；甚至根本不想逃離，打算在自己出貨日前夕以自焚結束生命。在自焚前一刻被艾瑪阻止並被艾瑪說服。聽從艾瑪指示取出左耳發信器，製造被燒死的假象，與艾瑪、唐、吉尔达等率領五歲以上的孤兒，成功逃出孤兒院。
從伊薩貝拉最終的回憶可知雷是她為了生存、服從總部安排生下来的親生兒子。後來與諾曼重逢。
在與艾瑪經歷從GF逃離，以及在GP（黃金池塘）戰鬥的成功經驗後，他的想法轉趨積極，相信他們的行動正在改變這個世界。因此當奧利佛主動提議說要放棄他們這些傷者逃離時，雷反駁他的提議，主張要全員離開。在艾瑪因和諾曼理念不同而徬徨時識破她的不安，告知希望艾瑪能順從自己心中的想法，並願意提供一臂之力。後與艾瑪一同啟程前往七面牆壁。
在諾曼襲擊王都時與艾瑪一同前往阻止，後回到GF進行作戰，並和大家一起前往人類世界。
漫畫最後與大家和失去記憶的艾瑪重逢。
人氣投票結果中以4651票獲得第3名。

## 農場

### GF農場
通稱恩典（Grace Field）農場之家，是四個高級農場中最高級的農場。

#### 逃脫者
隨艾瑪和雷等人逃出來的5歲以上兒童共計15人，目前均無人身亡，全數平安逃出食用兒聚落。
唐（Don，聲：植木慎英（日本）；姜麗儀（香港）；汪世瑋（台灣））
生於2035年，10歲，血型O型，身高155cm，編號16194，考試分數為200分級別。
為人直爽、性情中人的男孩，對柯妮非常照顧。最初雖遭艾瑪等人隱瞞真相，卻因竊取了萬能鑰匙而夥同吉爾妲進入秘密房間，進一步得知真相。與艾瑪、雷、吉爾妲等率領五歲以上的孤儿，成功逃出孤兒院。在艾瑪與雷前往七牆後，受諾曼請託，與吉爾妲動身尋找頌施和穆吉卡。
於102話發布的人氣投票結果中，以227票獲得第19名。
吉爾妲（Gilda，聲：Lynn（日本）；成樂怡（香港）；魏晶琦（台灣））
2035年出生，10歲，身高138cm，編號65194，考試分數為200分級別。
恬靜而敏感的女孩，「修女」克羅涅對她捉迷藏的能力有不差的評價，與艾瑪有著相當好的交情。最初被艾瑪等人隱瞞真相，卻因唐竊取了萬用鑰匙而夥同唐進入秘密房間，進一步得知真相。與艾瑪、雷、唐等率領五歲以上的孤兒，成功逃出孤兒院。在艾瑪與雷前往七牆後，受諾曼請託，與冬動身尋找頌施和穆吉卡。
於102話發布的人氣投票結果中，以442票獲得第14名。
纳特（Nat，聲：石上靜香（日本）；簡森（香港）；魏晶琦（台灣））
9歲，編號30294，身高133公分。
有些膽小及自戀，避難所期間和唐一起負責狩獵，有彈鋼琴的技能。特徵是鼻子。與艾瑪他們一起逃出GF，被唐跟吉爾妲邀請偷聽克羅涅修女跟艾瑪、諾曼的談話，因而相信孤兒院的真相。
安娜（Anna，聲：茅野愛衣（日本）；姜麗儀→黃鳳兒（第二季）（香港）；張乃文（台灣））
9歲，編號48194，身高135公分。
溫柔而善解人意的少女，原梳著兩條辮子，後為了幫助雷的出逃而剪掉。對藥物極為了解。與艾瑪他們一起逃出GF，被唐跟吉爾妲邀請偷聽克羅涅修女跟艾瑪、諾曼的談話，因而相信孤兒院的真相。為治療受傷的克里斯，與艾瑪等人人一同潛入量產型農場偷取藥品。
於102話發布的人氣投票結果中，以1564票獲得第5名。
托馬（Thoma，聲：日野麻里（日本）；姜麗儀（香港）；陳貞伃（台灣））
7歲，編號55294，身高123公分，常與拉尼恩一同出現，與艾瑪他們一起逃出GF，被唐跟吉爾妲邀請偷聽克羅涅修女跟艾瑪、諾曼的談話，因而相信孤兒院的真相。
拉尼恩（Lannion，聲：森優子（日本）；簡森（香港）；汪世瑋（台灣））
7歲，編號54294，身高125公分，常與托馬一同出現，與艾瑪他們一起逃出GF，被唐跟吉爾妲邀請偷聽克羅涅修女跟艾瑪、諾曼的談話，因而相信孤兒院的真相。
多米尼克（Dominic，聲：日野麻里（日本）；王綺婷（香港）；連思宇（台灣））
6歲，血型O型，編號07294，膚色偏深的銀髮男孩。與艾瑪他們一起逃出GF。在110話中偷溜出去尋找尤格與盧卡斯二人，不料卻被僥倖存活的安德魯突襲，後被他射傷小腿。
潔米瑪（Jemima，聲：久遠伊利莎（日本）；簡森（香港）；穆宣名（台灣））
5歲，編號31394，深膚色、綁著包包頭的黑髮女孩。與艾瑪他們一起逃出GF。
洛西（Rossi，聲：林鼓子（日本）；王綺婷（香港）；張乃文（台灣））
5歲，編號50394，銀色短髮的男孩。與艾瑪他們一起逃出GF。在98話艾瑪接到了來自支援者的電話之後，開始學習摩斯密碼，且常常和盧卡斯待在暗室裡。在安德魯攻入B-06-32避難所時和盧卡斯待在暗室，後帶著敵人的通訊器與艾瑪等人會合。
伊蓓特（Ivet，聲：白城奈央（日本）；成樂怡（香港）；魏晶琦（台灣））
5歲，編號59294，綁馬尾的黑髮少女。喜歡畫圖，很多時間都帶著一本畫冊。與艾瑪他們一起逃出GF。是第一位發現被寫滿著「偷獵者」的房間的人。
克里斯提（Cristy，聲：河野日和（日本）；王綺婷（香港）；張乃文（台灣））
5歲，編號70394，留著藍色短髮的男孩。與艾瑪他們一起逃出GF。在避難所被安德魯突襲時，被安德魯射傷後仍昏迷不醒。漫畫最後由諾曼親述已經醒來。
艾莉西亞（Alicia，聲：青山吉能（日本）；王綺婷（香港）；連思宇（台灣））
5歲，編號71394，綁包包頭的金髮女孩。與艾瑪他們一起逃出GF。在110話中偷溜出去尋找尤格與盧卡斯二人，不料卻被安德魯突襲，後被安德魯抓住以威脅艾瑪等人。
馬克（Mark，聲：青山吉能（日本）；簡森（香港）；汪世瑋（台灣））
5歲，編號79294，剪著呆瓜頭的男孩。與奈拉的交情很好，與艾瑪他們一起逃出GF。

#### 其他兒童
柯妮（Conny，聲：小澤亞李（日本）；成樂怡（香港）；連思宇（台灣））
2038年出生，6歲，身高115cm，編號48294。
有些遲鈍的小女孩，總是抱著媽媽為她縫製的玩偶小兔子（小巴尼），想成為像媽媽一樣的人。對考試感到力不從心。表面上被領養而離開了孤兒院，實則遭到「出貨」而死亡，讓為她送來玩偶的諾曼和艾瑪發現真相。
於102話發布的人氣投票結果中，以266票獲得第17名。她的小兔子玩偶則獲得了第13名，得449票。
菲爾（Phil，聲：河野日和（日本）；成樂怡→石梓晴（第二季）（香港）；張乃文（台灣））
4歲，身高100公分，脖子上的編號為34394。他的測驗成績平均在200分以上，正在進步。
異常的聰明，他是GF農場裹第一個發現書上有摩斯密碼的孩子，亦是幫助艾瑪發現威廉·密涅瓦存在的關鍵推手。菲爾明白艾瑪等人的逃難計畫，也不強求艾瑪當下帶他們離開。因此艾瑪跟他約定，在兩年內（6歲出貨日）會回到農場，將他與食用兒們救出。
是在艾瑪他們逃出後，暫時被留在GF的年幼孩子之一，也是當中唯一知道農場真相的孩子。後被送至GF的其他養育場，開始新的生活，並努力遵守與艾瑪的約定。對於只能眼看著其他新的家人被出貨卻無法拯救感到相當悲傷，也在思念著艾瑪。其後在養育場遇見皮塔的手下安德魯，並被要求與其談話。在艾瑪一行人回到GF時重逢，與大家一起前往人類世界。
於102話發布的人氣投票結果中，以2094票獲得第4名。
雪莉（Shelly，聲：日野麻里（日本）；簡森（香港）；連思宇（台灣））
4歲，編號74394，常找諾曼玩，在聽聞他要離開孤兒院時，震驚大哭，是在艾瑪他們逃出後，暫時被留在GF的年幼孩子之一，後被送往GF的其他養育場，目前與菲爾生活在一起，她的測驗分數亦有所提高。
瑪妮亞（Mania，聲：久遠伊利莎（日本）；姜麗儀（香港）；連思宇（台灣））
4歲，編號42394，在四歲孩子中生日最早，是在艾瑪他們逃出後，暫時被留在GF的年幼孩子之一，後被送往GF的其他養育場。
奈拉（Nayla，聲：日森優子（日本））
4歲，編號53394，與馬克的交情很好，是在艾瑪他們逃出後，暫時被留在GF的年幼孩子之一，後被送往GF的其他養育場。
漢斯（Hans）
4歲，編號82394，是在艾瑪他們逃出後，暫時被留在GF的年幼孩子之一，後被送往GF的其他養育場。
賈斯帕（Jasper）
4歲，編號04394，是在艾瑪他們逃出後，暫時被留在GF的年幼孩子之一，後被送往GF的其他養育場。
艾根（Eugene，聲：林鼓子（日本）；簡森（香港））
3歲，編號46394，曾經從地上撿到萬用鑰匙，並把鑰匙交給伊莎貝拉。是在艾瑪他們逃出後，暫時被留在GF的年幼孩子之一，後被送往GF的其他養育場，目前與菲爾生活在一起。
薇薇安（Vivian）
3歲，編號55394，是在艾瑪他們逃出後，暫時被留在GF的年幼孩子之一，後被送往GF的其他養育場。
達姆丁（Damdin，聲：林鼓子（日本））
3歲，編號57394，是在艾瑪他們逃出後，暫時被留在GF的年幼孩子之一，後被送往GF的其他養育場。
湯姆（Tom，聲：久遠伊利莎（日本））
3歲，編號66394，是在艾瑪他們逃出後，暫時被留在GF的年幼孩子之一，後被送往GF的其他養育場。
妮娜（Nina，聲：青山吉能（日本））
3歲，編號77394，是在艾瑪他們逃出後，暫時被留在GF的年幼孩子之一，後被送往GF的其他養育場。
張伯倫（Chamberlain，聲：白城奈央（日本））
3歲，編號85394，是在艾瑪他們逃出後，暫時被留在GF的年幼孩子之一，後被送往GF的其他養育場。
卡蘿爾（Carol，聲：不明（日本）；簡森（香港））
1歲，編號53494，作為補充的食用兒（替補柯妮），剛來到GF不久的嬰兒，艾瑪從她的左耳發現發信器。她在艾瑪逃出後，暫時被留在GF的年幼孩子之一，後被送往GF的其他養育場，目前與菲爾生活在一起，正在學說話。
查理
暫時被留在GF的年幼孩子之一，後被送往GF的其他養育場，目前與菲爾生活在一起。
米洛許
暫時被留在GF的年幼孩子之一，後被送往GF的其他養育場，目前與菲爾生活在一起。
傑奇
是GF其他四個養育場的孩子，在同伴當中最為年長，現在與菲爾他們一起生活，編號是66194。
海倫
是GF其他四個養育場的孩子，關心菲爾，在菲爾眼裡是個溫柔的姐姐，現在與菲爾他們一起生活，編號是74294。
賽門（有待公報，聲：有待公報（日本）；有待公報（香港）；有待公報（台灣））
是GF其他四個養育場的孩子，會與菲爾和卡洛一起玩，喜歡搞笑，菲爾覺得他的個性和唐很像，與菲爾他們一起生活，後來被出貨，編號是51294。
雷斯利（Leslie，聲：小林沙苗（日本）；王綺婷（香港）；連思宇（台灣））
編號71584。伊莎貝拉的青梅竹馬。
豪
艾瑪和諾曼的說話中可能已經出貨後死亡。
賽蒂
艾瑪和諾曼的說話中可能已經出貨後死亡。

### GB農場
通稱榮耀之鈴（Glory Bell）農場，四個高級農場之一，出貨最大年齡為15歲，農場編號設於腹部。
尤格（Yuugo）
農場編號ETR3M8，於第63話回想起13年前從GP逃走，往回至避難所時大約15-16歲，因此目前約為28-29歲。
艾瑪在進入B-06-32避難所後所遇到的前輩，一開始不願透漏自己的真名，被艾瑪等人以「大叔」稱呼。比艾瑪等人早13年從GB逃出，但僅尤格一人住於避難所，其他的同伴在黃金池塘慘遭滅團。目前大叔和艾瑪、雷一起行動。因為曾經失去同伴，所以極度厭惡艾瑪等人的友誼，帶著艾瑪與雷前往黃金池塘的真實目的是想把那兩人殺死。但在艾瑪遭到捕獲之後醒悟，決心前往A-08-63進行救援。
擁有高超的體能與優秀的狙擊技術，還懂得隱藏氣息，剛進入黃金池塘（GOLDY POND）便輕鬆擊殺諾斯，但在討伐列烏維斯的過程中，因震懾於列烏維斯的堅強實力，他困於過去團隊戰全滅的無助感，主張全員應放棄討伐、撤退為妙。但在艾瑪的精神喊話後，他受到感召，願意繼續堅持討伐的計畫，並答應在討伐結束後告訴艾瑪他的本名。最後，他給列烏維斯致命的一槍，終結人類在黃金池塘的抗戰。在96話，艾瑪醒來後依約自報真名。
在避難所被攻入之時，與盧卡斯自願為孩子們斷後，在奮力擊殺了大部分的追兵後，仍然不敵安德魯。拒絕了盧卡斯的請求，堅持著這次不會再丟下盧卡斯自己逃走。最後帶著必死的決心逃到彈藥室，與整個避難所同歸於盡。死後在另一個世界與夥伴們團聚。
於102話發布的人氣投票結果中，以1261票獲得第7名。
盧卡斯（Lucas）
農場編號KGX2A7，尤格曾經的同伴。13年前在黃金池塘捨命給尤格逃難的機會，於重傷之時被一名小孩所救。其後十三年，他一直躲在風車裡，培養一群食用兒，謀劃著對偷獵者的復仇，並成功製作出能破壞貴族鬼堅硬面具的土製子彈。在艾瑪一行人打敗列烏維斯後，盧卡斯意外與背著負傷的艾瑪的尤格相認。
在避難所被攻入之時，與尤格自願為孩子們斷後。即使缺了一隻手臂，他仍擊殺了兩名安德魯的士兵。在與尤格奮力擊殺了大部分的追兵後，被安德魯引發的爆炸炸傷，渾身無法動彈。最後引爆了彈藥室與整個避難所一同毀滅，死後在另一個世界與夥伴們團聚。
於102話發布的人氣投票結果中，以662票獲得第11名。
黛娜（Dina）
女性。僅出現在尤格與盧卡斯的回憶中，經常阻止他們兩人吵架，尤格的暗戀對象。死於13年前黃金池塘（GOLDY POND）一役。

### GV農場
通稱雄偉山谷（Grand Valley）農場，四個高級農場之一，該農場的孩子們稱養育者為「老師」，為黃金池塘（GOLDY POND）的食用兒主要來源。農場識別編號位於胸口。討伐戰後除亞當以外共計45名來自GV的兒童加入艾瑪等人的所在地、B-06-32避難所一同生活。避難所被毀後犧牲尤格與盧卡斯兩名大人以外另有6位GV的兒童，剩餘隨艾瑪等人到達食用兒聚落者共39人。
奧利佛（Oliver）
編號是AII 866-899。17歲，在GOLDY POND生活許久，為反抗軍的隊長。
幼時在GP躲避鬼的獵殺時，被列烏維斯刻意留下活口，爾後和札克、帕拉一同被盧卡斯帶到風車裡照顧，並且為了要摧毀狩獵場，開始學習許多知識與使用武器的技術，也因此，把賦予他生活目標的盧卡斯當作父親一般敬愛。
在抗戰中原本預定由奧利彿和艾瑪一同拖延住列烏維斯，但在拜雍脫離札克的牽制後，計劃被迫變更，讓奧利彿回到地下壕溝，與奈傑爾一同擊殺拜雍。在成功粉碎拜雍的面具後，奧利彿為了保護盧卡斯而衝上前以肉身抵抗攻擊，導致拜雍的手部尖爪刺入其腹部，身受重傷。在艾瑪等人擊敗列烏維斯後，為了避免重傷的自己成為眾人逃離GP時的累贅，主動向盧卡斯提議，留下受重傷的七人，讓能行動的人逃離。不過這項提議馬上遭到雷與眾人的否決，最後由GP的孩子負責搬運奧利彿與其他重傷人員，安全抵達B-06-32避難所。於96話中已經傷癒。112話中，在安德魯與眾人對峙時，憑著尤格與盧卡斯教導的技巧，成功隱藏氣息並精準的廢掉安德魯的關節，令安德魯感到驚慌。
於102話發布的人氣投票結果中，以244票獲得第18名。
索妮亞（Sonia）
編號EIV019-270。17歲，帶著眼鏡的藍髮少女，副隊長。
同伴被諾斯及諾爾瑪殺害，因此在抗戰中自願討伐兩名鬼，與桑迪、帕拉、瓦歐蕾特同組。用計將兩名鬼引到指定位置之後，使用特殊槍枝將諾爾瑪的面具擊碎，但卻因一時鬆懈被諾爾瑪擒住，後由帕拉支援才成功脫離。在諾爾瑪死後，因為看到悲痛欲絕的諾斯而有所動搖，無法馬上擊殺對方，後被實力增強的諾斯擊倒，身負重傷。在逃離GP的時候，由其他孩子負責搬運，後平安抵達B-06-32避難所。於96話中已經傷癒。
瓦歐蕾特（Violet）
編號DIV332-198。13歲，紫色短髮、長相中性的少女，第一人稱為「俺」，為艾瑪在金色池塘遇見的第一個人。
抗戰中和索妮亞、桑迪、帕拉一組，一同對付諾斯與諾爾瑪。不料在帕拉成功狙擊諾爾瑪、諾斯實力增強後，除了瓦歐蕾特之外的另外三人都身負重傷，最後由雷和尤格出手相救，才成功擊敗諾斯。完成任務後趕回到地下壕溝，吩咐其他孩子去把重傷的三人帶回後，與亞當一同前往與列烏維斯的戰場，幫助艾瑪等人。結束抗戰後，與雷、奈傑爾共同負責保護眾人，讓全員平安抵達B-06-32避難所。
後來與艾瑪等人共同尋找七面牆壁。在聽見艾瑪他們把地圖完全記住時很驚訝，表示GF的孩子們很「可怕」。夜視能力很好。
於102話發布的人氣投票結果中，以205票獲得第20名。
札克（Zack）
編號QII863-552。18歲，戴著頭帶的黑皮膚少年，醫療擔當。擅長戰鬥，因為常常受傷而相當擅長處理傷口。
在抗戰中自願討伐拜雍。先是殺死了拜雍的兩個手下後，為了掩護佩佩將特殊槍枝送至奧利佛處，而獨自面對拜雍，結果深受重傷。在逃離GP的時候，由其他孩子負責搬運，後平安抵達B-06-32避難所。
於96話中已經傷癒。與艾瑪等人一同尋找七面牆壁，在聽見艾瑪他們把地圖完全記住時很驚訝。
佩佩（Pepe）
編號PX363-076。16歲的黑人少年，負責烹煮食物，怕熱。左眼周圍有黃色的圈型印記。
在抗戰中和札克共同對付拜雍，兩人共同殺死了拜雍的手下，然而其左手卻在戰鬥中脫臼。後來為了要把特殊槍枝送到奧利佛的手中而暫時脫離戰場。在把札克送到地下壕溝接受治療後趕到村子支援艾瑪，卻在與列烏維斯的戰鬥中，進而遭到列烏維斯切傷左肩，重傷昏迷。在逃離GP的時候，由其他孩子負責搬運，後平安抵達B-06-32避難所。於96話中已經傷癒。
奈傑爾（Nigel）
編號RIII522-633。16歲，戴著飛行帽的少年，精通機械，負責管理下放的槍枝。
怕冷，似乎沒洗過帽子。帽子上有一棵植物幼苗。在住進避難所之後將帽子拿下，可知他的頭髮應為金色，且植物幼苗就長在他的頭頂上。有一個妹妹，但多年前遭路奇殺害。
在抗戰中自願討伐路奇，和基蘭一組。結束任務後兩人碰到脫離札克牽制的拜雍，原本打算自己一人死守對方，卻因為基蘭臨時改變計劃，改為由兩人共同對付拜雍。在基蘭被拜雍重傷之後，與即時趕到的佩佩聯手就下基蘭，並引誘拜雍進入地下壕溝，和奧利佛、盧卡斯共同擊敗對方。成功擊殺拜雍後，趕到艾瑪的所在地，和尤格、雷等人共同擊殺列烏維斯。
在眾人逃離黃金池塘前，盧卡斯將艾瑪的鋼筆交給他操作，奈傑爾用那隻鋼筆啟動黃金池塘的自爆設定，爾後與雷、瓦歐蕾特兩人共同保護GP的隊伍，使眾人平安抵達B-06-32避難所。
基蘭（Gillian）
編號QI231-493。15歲，負責供給食物。戴著有別針飾品的帽子，頭上的裝飾會因情緒而有表情變化。
姊姊被路奇殺害，因此在抗戰中自願討伐路奇。在與拜雍的戰鬥中，原本受到奈傑爾的請求獨自逃跑，並將急遽變化的情況傳達給奧利佛，但基蘭因不願拋棄夥伴而轉回到戰場，改為兩人共同對付拜雍。在戰鬥中遭到拜雍砍傷背部，由奈傑爾、佩佩兩人救下後，被送至地下壕溝療傷。在逃離GP的時候，由其他孩子負責搬運，後平安抵達B-06-32避難所。於96話中已經傷癒。在109話率先提出返回避難所接應尤格與盧卡斯一事而和雷有所爭執，得知兩人身亡後放聲大哭。
於102話發布的人氣投票結果中，以924票獲得第9名。
帕拉（Paula）
編號AXI640-651。17歲，將口部遮住的黑髮少女，負責供給食物，是個狙擊手。
抗戰中與瓦歐蕾特、索妮亞、桑迪一組，共同討伐諾爾瑪和諾斯。在索妮亞被諾爾瑪擒住，險些遭到殺害之時，以狙擊彈成功狙殺諾爾瑪，但是在諾斯吞噬諾爾瑪而實力增強之後，被其以長矛貫穿右肩，身負重傷。在逃離GP的時候，由其他孩子負責搬運，後平安抵達B-06-32避難所。於96話中已經清醒，但仍然無法自由行動。
桑迪（Sandy）
編號PVI468-992。17歲的爆炸頭少年，醫療擔當。
同伴被諾斯及諾爾瑪殺害，因此在抗戰中自願討伐兩名鬼。用計將諾爾瑪、諾斯兩鬼引誘到特定位置後，以特殊槍枝擊碎諾斯的面具，但在諾斯為了諾爾瑪之死而悲痛大哭之時，因有所動搖而沒有在當下殺死諾斯，後來被憤怒的諾斯擒住，並被持續重擊臉部。在逃離GP的時候，由其他孩子負責搬運，後平安抵達B-06-32避難所。於96話中已經清醒，但仍然無法自由行動。
提奧（Theo）
12歲，編號FIII715-412，剛到秘密獵場的少年。於遭到追殺之際，被列烏維斯刻意放過。
莫妮卡（Monika）
提奧的姊姊，被列烏維斯所殺。
傑克（Jake）
提奧的哥哥，為保護弟妹被殺。
強尼（Johnny）
深色短髮，左邊額上有一道傷疤的少年。在盧卡斯所引導的抗戰裡和大部分的孩子待在地下壕溝中替傷者包紮，後來聽從瓦歐蕾特的指示去搬運受傷的桑迪、索妮亞、帕拉三人。在安德魯功入B-06-32避難所後和眾人一同逃離，卻在準備上去打開出口大門的時候被安德魯用子彈打中頭部死亡。
麥克（Michael）
淺色短髮的少年。在安德魯功入B-06-32避難所後和眾人一同逃離，卻在準備上去打開出口大門的時候被安德魯用子彈打中頭部死亡。
瑪莉（Mary）
留著捲短髮的少女，在GP的時候對其他孩子而言是大姊姊一般的存在，很會照顧其他較年幼的孩子們。安德魯攻進B-06-32避難所後和眾人平安逃到頌施挖出來的地道裡，當晚和麥爾肯、弗雷特、艾麗西亞和多米尼克五人偷跑出地道，想到避難所尋找尤格和盧卡斯，卻在途中被倖存於爆炸中的安德魯發現。因為無法開槍殺死「人」而被安德魯殺死。
麥爾肯（Malcolm）
綁著頭巾的少年。安德魯攻進B-06-32避難所後和眾人平安逃到頌施挖出來的地道裡，當晚和瑪莉、弗雷特、艾麗西亞和多米尼克五人偷跑出地道，想到避難所尋找尤格和盧卡斯，卻在途中被倖存於爆炸中的安德魯發現。因為無法開槍殺死「人」而被安德魯殺死。
弗雷特（Fred）
棕色短髮的少年。安德魯攻進B-06-32避難所後和眾人平安逃到頌施挖出來的地道裡，當晚和瑪莉、麥爾肯、艾麗西亞和多米尼克五人偷跑出地道，想到避難所尋找尤格和盧卡斯，卻在途中被倖存於爆炸中的安德魯發現。因為無法開槍殺死「人」而被安德魯殺死。
艾利特（Elliot）
銀白色短髮的少年。安德魯攻進B-06-32避難所後和眾人平安逃到頌施挖出來的地道裡，在發現多米尼克等人消失之後隨艾瑪出來尋找那五人。第一位發現多米尼克的人，卻隨即被安德魯以子彈擊中頭部死亡。

### GR農場
通稱善意山脊農場，四個高級農場之一，與其餘三座高級農場相同，有通往人類世界的道路。在食用兒聚落中也有此農場出身的人。已知此農場出身的食用兒有芭芭拉與西斯洛。艾瑪曾說要救出此農場的食用兒。

### 「Λ7214」
鬼新成立的食用兒研究機構，目的似乎是在培育更優質的食用兒，因此將頭腦好的諾曼送進來進行研究。諾曼、查吉、文森特、西斯洛和芭芭拉五人便是在實驗農場Λ7214邂逅，並一同逃脫。Λ為希臘字母Lambda。
亞當（Adam）
亞當第一次出場是在黃金池塘篇，對黃金池塘的食用兒來說，這個人來歷不明，且烙印的位置（左胸）也跟別人不一樣。黃金池塘的食用兒告訴艾瑪，亞當「不懂人話」，只會不斷復誦一串數字「22194」（諾曼的編號）後來的劇情顯示，亞當就是來自新型實驗農場的食用兒，他曾在農場裡見過諾曼，因此才會記得他脖子上的編號。亞當的體能似乎受到改造，在黃金池塘戰役中，他不僅擁有能打飛列烏維斯、拋擲巨石和房屋的怪力，就連遭到攻擊時也毫髮無傷。據艾瑪所言，亞當是Λ7214裡唯一沒有因為服用農場裡的藥物而「發病」的人，因此可能成為拯救諾曼、文森特等人的關鍵。在前往人類世界後，藉由那裡的技術成功製作出藥物，讓諾曼等人的病情得到控制。
文森特（Vincent，聲：高橋英則（日本）；杜景煜（香港）；梁興昌（台灣））
男，18歲。性格彬彬有禮，與諾曼同為腦力型的智將，兩人一同策劃了破壞農場的行動。幼年是GB（榮耀之鈴）農場其中一個食用兒。
希斯洛（Cislo，聲：中島良樹（日本）；郭湛深（香港）；梁興昌（台灣））
男，17歲。不拘小節的男性，使用兩把雙截棍作為武器。看似兇惡，實際上非常崇拜諾曼。幼年是GR（善意山脊）農場其中一個食用兒。155話被復活的女王咬掉了一條腿。
芭芭拉（Barbara，聲：安濟知佳（日本）；石梓晴（香港）；連思宇（台灣））
女，16歲。性格狂野，綁著高馬尾、黑色長捲髮的女性，在殺了鬼之後曾誓言要將其吃掉。看似兇惡，但實際上非常崇拜諾曼。不知為何，會哼日本的民謠。幼年是GR（善意山脊）農場其中一個食用兒。
查吉（Zazie，聲：高橋英則（日本）；周學禮（台灣）；竺諺鴻（香港））
男，5歲。頭上戴著紙袋、胸前掛著一隻老虎玩偶。身形異常高大。似乎無法正常說話，總是發出「啊啊」的呢喃聲。他使用兩把武士刀，並擁有極強的刀術，為密涅瓦的心腹。152話遭女王攻擊，紙袋毀損露出真面目。
隼人（Hayato）
銀色短髮、綁著頭巾的少年。密涅瓦派出來尋找艾瑪等人的手下。奔跑速度異常的快。120話透露，他與阿仁來自新型的量產農場。身體方面的異常發達是受實驗影響。在冬和吉爾達兩人接受諾曼的請託，前去尋找邪血少女的時候，便由隼人、艾菲擔任他們的保鑣。表面上雖然只擔當領路人的工作，但實際卻背負著「要殺死邪血少女」的命令。
仁（Jin）
密涅瓦派出來尋找艾瑪等人的手下。120話透露，他與隼人來自新型的量產農場。
艾菲
金色長髮的少女，身旁總會有三隻狗陪伴。在冬等人要出發尋找頌施和穆吉卡的時候，依照諾曼的指示由艾菲擔任護衛。嬰兒時期因為面部的缺陷而被農場拋棄，後來被鬼收養，兩人形同父女。在密涅瓦（諾曼）帶領的勢力殺死她的養父後，被帶到食用兒聚落生活。因為痛恨密涅瓦等人，在聚落中都沉默不語，並被認為是「不懂人類語言」的孩子，實際精通鬼和人的語言。
思密
隱藏在「Λ7214」農場裡的密涅瓦支持者，克洛涅持有的鋼筆即為思密刻意留下的。在諾曼到達「Λ7214 」農場後，暗中幫助其逃跑，但最後被拉托里家的人發現而被肅清。臨死前將自己所擁有的一切情報與關係網交給諾曼，讓他找到古代的鬼的聚落、間接建造出食用兒聚落。

## 人界

### 農園相關者
伊薩貝拉（Isabella，聲：甲斐田裕子（日本）；成樂怡（香港）；魏晶琦（台灣））
31歲，身高170cm，血型A型，原編號為73584。
史上最年輕的孤兒院媽媽，養成的高品質數量是全「GF」歷屆第一，對外稱自己的孩子是「特別的」，從能追上牆壁上的艾瑪一行人看得出運動能力依然優秀，全身上下幾乎毫無弱點。
其幼時也是GF農場飼養的其中一個「食用孩童」，性格活潑好動，和青梅竹馬「雷斯利」一起過著無憂無慮的童年。因為想要離開孤兒院，獲得新的生活而拼命學習，還幫「媽媽」照顧幼小的孩子，「媽媽」對她的評價因而很高。不過，伊莎貝拉只能看着別的孩子被選上，便質疑自己是否有什麼缺陷。平凡的雷斯利害怕養父母會對沒有任何長處的他很失望，伊莎貝拉便幫助他實現所定下的目標，但是失敗了。在雷斯利要離開孤兒院的前一天，雷斯利便對伊莎貝拉說他想要推卻被人收養的機會。伊莎貝拉一時之氣下責罵了他，事後她十分後悔。雷斯利離開多日後，仍未能收到他的來信而離開孤兒院，發現高牆外是懸崖的真相，迫於現實而選擇了成為飼育方。懷著雷時，不時會輕唱雷斯利當年創作的小曲，藉此延續生存的願望，卻也因此在六年後與雷相認。
與其交易監視其他飼育兒的一舉一動。在三人嘗試採點時撕毀與雷的協定，將其關在臥室中。之後再趕到牆邊阻止艾瑪等人。艾瑪試圖用肉身阻擋，反應竟是直接將艾瑪左小腿扭斷，成功摧毀孩子們的行動，讓諾曼如期「出貨」。兩個月後雷的出貨日前夕被艾瑪欺騙，無法及時阻擋孩子們逃離農場。發現後一度想追捕，但被菲爾提醒還有四歲以下的孩子需要照顧，遂放棄念頭。確定孩子們已逃出GF農埸後，獨自思索著「若是能用最普通的方式愛著他們該有多好？」（動畫則改成給予逃亡的孩子祝福）。銷毀艾瑪他們逃跑所留下的繩子並安置好剩下的孩子後，回到總部接受處分。
後被提拔成為祖母，表面服從拉托里家其實在暗中規劃造反。在艾瑪一行人回到GF時成為助力。漫畫最後為了保護艾瑪以及被鬼襲擊的孩子身受重傷而死亡。(動畫第二季結局並未死亡，並隨孤兒們通過了人類的通道來到人類世界。)
漫畫第102話發布的人氣投票結果中，以1151票獲得第8名。
克羅妮（Krone，聲：藤田奈央（日本）；姜麗儀（香港）；汪世瑋（台灣））
26歲，原編號為18684，未生育。出生在GF農場也成長於此，但不是在第3養育場。
中途被派來GF農園的飼育員，看似十分聽從伊莎貝拉。實際上則妄想著能將伊莎貝拉的的位子給搶下來，追求出人頭地。因此，假意與孩子們合作，惟不幫助他們逃走，只告訴他們一些情報（發信器和藥物處理等）。告訴孩子們外面有不被吃掉的人類，讓他們混進他們之中。意識到沒有機會打敗伊莎貝拉後，偷偷留下了有關避難所的線索給孩子們，自己則因得罪了選擇信任伊莎貝拉的祖母大人而遭到滅口。
死後行李箱回到伊莎貝拉手上。從動畫版第8集臨終回憶看得出本性不壞，在總部接受助手訓練，與其他食用兒童激烈競爭中努力著，最終還落敗淘，內心吶喊著孩子們逃出這可恨的世界。在被調離GF農園前，將威廉·密涅瓦的鋼筆留在諾曼的抽屜裡，這支鋼筆也曾為艾瑪一行人日後能找到B-06-32避難所的關鍵。
漫畫第102話發布的人氣投票結果中，以794票獲得第10名。
祖母大人（Grandma，聲：小山茉美（日本）；姜麗儀(第3集)→王綺婷(第8集)（香港）；連思宇（台灣））
原先是某個名為「莎拉」而不知具體樣貌的中年女人，漫畫162話中得知伊莎貝拉已經當上祖母。

### 拉特利家族
威廉·米涅瓦／詹姆士·拉特利（William Minerva / James Ratri，聲：加瀨康之（日本）；杜景煜（香港）；李世揚（台灣））
被艾瑪等人認為是農園外界存在的，少數會幫助「食用兒童」的人類。本名是詹姆斯·拉托里，是拉托里家族第35代家主，同時也是1000年前和鬼做「約定」的家族的后代。為維護人類世界的秩序，拉托里家族代代都繼承食用兒讓鬼吃的「約定」。但詹姆斯作為人類，他無法忍受食用兒殘酷的處境。因此以威廉·密涅瓦為化名，在提供給農場的藏書中動手腳，供能察覺到暗號的食用兒作為逃生的指引。他期盼透過這些指引，讓食用兒能找到通往人類世界的「道路」。
隱藏在森林底下的黃金池塘（Goldy Pond）村落，為其一手打造，原本計畫讓逃往B-06-32避難所的食用兒，接下來能到A-08-63（黃金池塘）搭乘抵達人類世界的電梯。惟其計畫被弟弟皮塔·拉托里發現，遭到弟弟出賣，性命被族人覬覦，而黃金池塘地底下通往人類世界的道路因此遭到封閉，黃金池塘聚落也淪為鬼貴族拜雍狩獵人類的場所。
在2031年5月20日留下給黃金池塘食用兒的錄音，艾瑪聽了留言認為詹姆斯已經死了。但依據73話劇情，弟弟皮塔並未找到詹姆斯的屍體，因此詹姆斯的狀態可能傾向生死不明。詹姆斯·拉托里在黃金池塘的電話，遺留給食用兒的三條路，分別是：一、少數食用兒經由道路偷偷摸摸逃往人類世界，但約定仍持續維持。二、食用兒大規模逃往人類世界，因此破壞約定，導致人鬼間的全面開戰，恢復過去的狩獵時代。三、若以上兩者都不要，請去找「七面牆壁」。
似乎是幫助孩子們躲避安德魯的搜捕的神秘人士，透過避難所的秘密電話與艾瑪一行人聯繫，但立場與十五年前不同，打算要掀起革命並推翻約定，後在119話中證實其實是諾曼為了取得食用兒童的信任而繼承了密涅瓦和詹姆斯的名字和身份，真正的詹姆斯仍然生死未明。其弟詹姆斯的回憶顯示，詹姆斯已經確定身亡。
於102話發布的人氣投票結果中，以543票獲得第12名。
彼得·拉特利（Peter Ratri，聲：細谷佳正（日本）；郭湛深（香港）；梁興昌（台灣））
詹姆斯·拉托里的弟弟，拉托里家族第36代家主。皮塔發現哥哥詹姆斯打算讓食用兒逃往人類世界的計畫，有可能打破千年的人鬼約定，皮塔就將哥哥的計畫揭發給族人，並在推翻哥哥後，接下當家的位置。同時，皮塔還將黃金池塘秘密提供給鬼貴族拜雍作為狩獵人類的地點，防止食用兒藉此村落的電梯逃往人類世界。皮塔對於食用兒政策的看法，與哥哥詹姆斯大相逕庭。他認為應該繼續延續人鬼間的千年之約，讓食用兒繼續給鬼食用，食用兒不得擅自逃到人類世界。若有食用兒打算來到人類世界，他將毫不留情全部殺掉。在諾曼被出貨時與諾曼見面，並宣稱自己是諾曼的新爸爸，實際上則是將他送到新的農場進行研究。在艾瑪逃出農場後，認為伊莎貝拉很有能力，釋放了她，指派她成為媽媽，並派安德魯大規模的搜索愛瑪一行人可能的藏身處。
安德魯（Andrew）
彼得·拉特利的手下，高大且膚色黝黑的男子。行動時總是用手指輕點自己的腰間，似乎是在發送某種信號。受到皮塔的命令前去掃蕩密涅瓦留下的避難所並處理掉孩子們，但孩子們因為盟友的幫助而倖免於難。之後前往GF農園探訪菲爾。在一年多後，於104話中帶著部隊找到了避難所，並已經攻入其中，後射殺了兩個孩子且射傷了克里斯提。在將斷後的盧卡斯與尤格逼入絕境之時，反被兩人以自爆的方式同歸於盡。在爆炸中奇蹟生還，並突襲了溜出去尋找尤格、盧卡斯的幾個孩子。在與眾人對峙時，嘲諷了尤格及盧卡斯的犧牲毫無意義，最後被奧利佛毫不猶豫的射穿關節。後被突來的野生鬼一口吞下。

## 鬼界

### 原初信仰者
穆吉卡（Mujika，聲：種崎敦美（日本）；姜麗儀（香港）；張乃文（台灣））
她是食用兒逃離GF農場後在樹林中遇到的女「鬼」。穆希卡除了臉及四肢外，另擁有人類少女般的身型與溫柔的聲音。
當艾瑪等人在森林裡逃難時，穆吉卡的主張是將食用兒抓起來交給官方，因為獎金能抵過半年生活費，但因頌施對食用兒另有計劃，因此她也參與救援艾瑪的行列。後來穆吉卡在與食用兒相處的過程中，對孩子們投入真感情。在一次與艾瑪的談話中，被她形容穆吉卡沒有「鬼」的感覺，而穆吉卡則回應艾瑪，說這是她第一次能跟人類說話，且不是以敵人或食物的關係對談，她覺得能跟艾瑪相遇、說話、成為朋友是很美好的邂逅。在最後離別前，穆吉卡私下送給艾瑪一條項鍊，告訴她這個「護身符」能保護她。此外，她還給艾瑪情報，告訴她去找「七面牆壁」，這樣艾瑪就能離她的理想更近。事後，穆吉卡並未讓頌施知道她私下向艾瑪揭露七面牆壁的情報。從穆吉卡跟頌施的對話中，可知她沒吃過人肉，穆吉卡渴望人肉的慾望遠低於頌施，她對食用兒感情上的連結也比頌施還多。在列烏維斯死前，其生前回憶出現穆吉卡跟頌施。
與頌施是鬼族中的禁忌一族「邪血一族」的殘存族人，而穆吉卡更被稱為「邪血少女」，隱藏在某處。「邪血一族」基本上不吃人肉，只要靠自身的一點血液就能讓衰弱且即將退化的鬼維持身形，因此被鬼族的「王族」和「五攝家」殲滅殆盡，使眾鬼族以為「邪血一族」已滅亡。事實上「邪血一族」沒有被滅亡，還是有殘存的餘族在各地躲藏，利用地形偷襲貴族的手下以洩憤。而頌施和穆吉卡是主角群遇到的唯二「邪血一族」殘族。
在143話與冬、吉爾達兩人重逢，在仁所帶領的Λ7214食用兒發病之時，不顧頌施反對堅持要把自身持有的藥拿去救食用兒。在騷動結束之後，為了結束戰爭而和吉爾達他們共同前往王都，在王都的鬼因為毒藥而即將退化成野生種的時候，和頌施分出自己的血肉，讓他們得以維持人形。在第175話在列烏維斯和大僧正等人的推舉和民眾的支持下成為新王。
於漫畫第102話發布的人氣投票結果中，以1324票獲得第6名。
孫居（Sonju，頌施，聲：神尾晉一郎（日本）；竺諺鴻（香港）；李世揚（台灣））
原王族。約於700多年前因不明原因離開王都，被貴族(尤指伊維魯库和拜庸)認為是鬼族的背叛者。其實力強大到能夠一次對付多名有智慧的高級鬼且以壓倒性的上風擊敗對方或是和多名Λ7214的食用兒對峙，並以出其不意的速度和手法壓制對方。
在700多年前離開王都後遇見了穆希卡，疑似飲用了穆希卡的血而成為「邪血一族」，之後便與穆希卡一同在外界遊歷並躲避王族等人的追捕。
他是食用兒逃離GF農場後在樹林中遇到的男「鬼」，他在雷被鬼追殺時救了他。頌施教導從GF農場逃離的食用兒生存技能（如烹飪、採集），以及殺生的儀式，並教導艾瑪打獵，他還告訴孩子們現在「世界」的真相。食用兒在多日跟頌施相處後，以為頌施是例外不吃人肉的鬼，而頌施則說是因為宗教的緣故不吃人類，但人以外的生物都吃。
在頌施跟艾瑪他們道別後，從他與穆希卡的對話中，才透漏他其實非常渴望食用人肉，但他的宗教教義主張，鬼要吃的是「天然生物」，因此人工培育的生物他們不吃。所以，頌施幫助食用兒逃難是為了讓艾瑪等人打破人鬼之間千年約定的束縛，讓鬼族能恢復早期狩獵人類的生活。而即使艾瑪等人無法打破約定，因為艾瑪立志要救出其他在農場的同伴，因此頌施預料未來等艾瑪這代人工食用人產子後，生出來的就是野生種人類，他就能大開殺戒，如願享用人肉。頌施有吃過野生人肉的經驗，他的歲數可能有千年以上。在列烏維斯死前，其生前回憶出現頌施跟穆希卡。
與冬、吉爾達兩人重逢，卻因為隼人、仁帶領了一群Λ7214的食用兒打算要殺死穆希卡而動武。然而在頌施即將與對方打起來的時候，食用兒同時因Λ7214的藥物而發病，戰鬥不了了之。後來順著穆希卡的意，和吉爾達他們共同前往王都，在王都的鬼因為毒藥而即將退化成野生種的時候，和穆希卡分出自己的血肉，讓他們得以維持人形。和穆希卡衝入王宮，救下了艾瑪和雷。從與女王的對話得知，頌施的身分為女王的弟弟。
於102話發布的人氣投票結果中，以301票獲得第15名。
維魯克（聲：上田敏也（日本）；杜景煜（香港）；梁興昌（台灣））
動畫原創角色。他是失明的老鬼，七百年前被穆吉卡所救，因此他的身體內也擁有邪血。有一名孫女，和「艾瑪」同名。
艾瑪（鬼）（聲：諸星堇（日本）；石梓晴（香港）；連思宇（台灣））
動畫原創角色。維魯克的孫女，在諾曼等人襲擊鬼村落時，受到藥物氣體變異，維魯克及時讓孫女喝下邪血。

### 鬼王族
鬼界的王族實力比一般鬼強大，才能獵食到上等的肉。又因為吃到上等的肉，使他們力量更加強大，智商也高出一等。因此代代君臨天下的王族比任何鬼還要強悍。
列古拉瓦麗瑪（Legravalima）
鬼女王，統領整個鬼族。列烏維斯和宋杰的姊姊。在150話曾被吉朗打到面具碎裂，但她瞬間就把吉朗分屍成塊狀，顯示身為王族的她的強大。她在面具底下有三個眼睛，一大兩小。擁有兩個核心，一個位在眼睛，被諾曼一行人破壞後吃了其他屍塊後用第二個核心復活，第二個核心位於腹部。當初將諾曼送進Λ7214 實驗農場的主導人就是列古拉瓦麗瑪，目的只是單純想要食用最高級的肉。在第158話因先前吸收了過多的死屍以及毒液，導致身體無法承受，最終使第二個核心崩壞而死。

### 鬼貴族
伊威爾克（Iverk，聲：佐久間元輝（日本）；蘇裕邦（第一季）→竺諺鴻（第二季）（香港）；梁興昌（第一季）→周學禮（第二季）（台灣））
五攝家之一，負責四大農場的管理階層。身著一襲黑袍，現今五攝家的當家裡面身材最高大的。曾代表鬼界在七面牆壁，跟人界和七面牆壁鬼王訂定互不侵犯契約。在152話被諾曼等人殺害。
多查（Dozza）
五攝家之一，路奇的父親。十分無禮，於131話中初登場即為五攝家中唯一坐在地上的。拿前任拜雍公卿、諾斯、諾爾瑪失蹤之事大肆說嘴，被拜雍及諾姆喝斥。依據拜雍的話語推測，多薩應是頂替吉朗成為五攝家之一。在147話被吉朗的手下殺死。
拜雍（子）（Bayon）
五攝家之一，拜雍的兒子。在147話被吉朗殺死。
普珀（Pupo）
五攝家之一。戴著高帽、身材較為圓潤的鬼。在146話，祭祀時，被假扮成自己媽媽的吉朗手下殺死。
諾姆（Noum）
五攝家之一，與諾斯和諾爾瑪有關。在147話被吉朗殺死。
吉朗（Geelan）
原五攝家之一，700年前被屬下多薩背叛，遭到王室和五大皇族聯合誣陷，連同護航的家臣及其家屬遭到「貶為野種」之刑，但在領地鬼居民自願被食的犧牲下，回復意識。後續幾百年放逐到野外，無法進食人肉。諾曼在打敗鬼貴族的計畫中，前去與他合作，雙方表面上互不侵犯，但暗地裡已在準備於計畫完成後除掉對方。在150話被女王殺死。

### 農場相關者
GF農場的老大鬼（聲：拜真之介（日本）；周學禮（台灣））
GF農場的管理者。

### 偷獵者
於A-08-63（黃金池塘）建造私人狩獵場的一群鬼，於13年前將尤格的同伴全滅。
拜雍卿（Bayon）
五大家族之一「拜雍家族」的當家，秘密狩獵場（黃金池塘）的主人，歲數至少1000年以上，有著黑色長髮的貴族鬼。擁有將GV農園的孩子出貨的權力，因此不定期會將孩子給送到自己的莊園（黃金池塘），以便能夠進行狩獵。平常狩獵時，手持長槍。
拜雍跟列烏維斯是認識千年以上的舊識，他非常懷念過去能狩獵人類的日子，且認為畜養人類的味道不好吃。兩百年前，他開始在家中進行私獵人類的遊戲，並覺得狩獵來的人肉比較好吃。後來他狩獵上癮到無可自拔，恰巧皮塔·拉托里提供他黃金池塘作為秘密狩獵基地，從此黃金池塘成為無數食用兒的惡夢。
拜雍在黃金池塘人類反叛的戰役中，被食用兒引誘到地道，遭到兩面夾攻，面具遭奧利弗擊碎，並被奈傑爾射中臉部。在彌留之時想起了從前狩獵的回憶，因此重新站起，但又遭盧卡斯擊斃，死前將斷肢刺進奧利弗的體內。屍體在黃金池塘覆滅後被鬼界回收。死後由兒子（也叫做拜雍）接下當家的位置。
列烏維斯大公（Leuvis）
實力極強的一名貴族鬼，有一隻寵物猴子叫做帕烏斯，歲數至少1000年以上。擁有極高的速度以及力量，渴望著戰鬥與瀕死的快感，因此對有殺氣的人類極為感興趣。體能極為強大，不僅能夠空手抓下射向自己的彈幕，更在遭到電擊麻痺之時，伸手抵擋射向面具的特殊子彈。每次狩獵之時都會刻意留下有潛力的孩子，期望他們在變強後能再次帶給自己樂趣。
因閃光彈而失去視力之時，還能利用聲音的來向作出反應。實際上年事已高，再生能力有限。此弱點被雷看穿，因此眾人轉而對眼睛以外的部分射擊進行消耗。最終重獲視力，並成功重傷艾瑪。但視力又被新型閃光彈奪走，因此承認了人類的勝利，隨即遭到尤格擊斃。死前的跑馬燈出現了頌施及穆希卡。屍體在黃金池塘覆滅之時神秘消失，可能並沒有死亡。於131話中得知，他是鬼之女王的弟弟。於171話中證實存活，並向民眾說明邪血的作用並救下了穆吉卡和頌施。於175話本人的回憶中表示列烏維斯與其姐列古拉瓦丽玛相同，也有兩顆核心存在(只是本人並不知情)。
於102話發布的人氣投票結果中，以271票獲得第16名。
路奇（Luce）
偷獵者中實力最弱的鬼，身邊總是帶著許多手下，喜歡蹂躪弱者，但實際上只要陷入危機便會畏縮。牠是黃金池塘戰役中，第一個被打敗的鬼。於131話得知，他是五攝家之一的兒子。和多薩有關。
諾斯（Nous）、諾爾瑪（Nouma）
一對鬼兄妹，反應神經迅速，且兩鬼互相合作之下，其戰力幾乎無懈可擊。其中諾爾瑪於大意之時遭狙擊而死，之後諾斯啃食了諾爾瑪的頭，並因此大幅強化了戰鬥力，但卻被來到黃金池塘的大叔一槍斃命。於131話中得知，是五攝家之一的孩子。和諾姆有關。